# Sasnowy Bor (obwód brzeski)
Sasnowy Bor (biał. Сасновы Бор; ros. Сосновый Бор) – osiedle na Białorusi, w obwodzie brzeskim, w rejonie iwacewickim, w sielsowiecie Dobromyśl, przy drodze republikańskiej .
Mieści się tu sanatorium Sasnowy Bor. Obok osiedla znajdują się węzeł drogi magistralnej M1 i rozpoczynającej się tu drogi republikańskiej R43, skrzyżowanie dróg republikańskich R2 i R43 oraz miejsce obsługi podróżnych przy autostradzie M1.